# B. B. Comer
Braxton Bragg Comer (7 de Novembro de 1848 – 15 de Agosto de 1927) foi o 33° Governador do Alabama de 1907 até 1911 e Senador dos EUA em 1920. Como governador, realizou uma reforma ferroviária, reduzindo as taxas para as empresas do Alabama para torná-las mais competitivas com outros estados. Aumentou o financiamento para o sistema escolar público, resultando em mais escolas rurais e escolas secundárias em cada condado para estudantes brancos e, eventualmente, um aumento na taxa de alfabetização do estado.
Comer era agricultor e empresário antes e depois de entrar na política como filiado ao Partido Democrata. Herdou a plantação da família Comer, com 30.000 acres (120 km²), dedicada à produção de milho e algodão. Detinha participação nas minas Comer perto de Birmingham, conhecidas como Minas Eureka. Em 1897, investiu 10.000 dólares com a família Trainer, que pretendia construir fábricas têxteis no estado e foi nomeado presidente da Avondale Mills, que construiu em Birmingham, exercendo nesse cargo até sua morte em 1927.

## Primeiros anos e educação

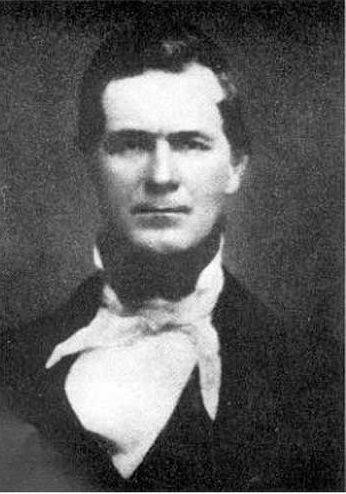
⠀⠀⠀⠀⠀⠀

Comer nasceu no dia 7 de Novembro de 1848 em Spring Hill, Alabama. Foi o quarto filho de John Fletcher e Catherine (Drewry) Comer. Como agricultores, os pais de Comer haviam construído sua riqueza com base no trabalho escravo para sua plantação de algodão. B.B. Comer começou a estudar aos dez anos de idade, sob a tutela de E. N. Brown.
Em 1864, Comer foi para a Universidade do Alabama, mas em Abril de 1865 foi forçado a sair quando as tropas do general John T. Croxton queimaram a universidade. Matriculou-se na Universidade da Geórgia, em Athens, onde ingressou na Sociedade Literária Phi Kappa. Transferiu-se para o Emory and Henry College, na Virgínia, onde se formou em 1869 com os diplomas de Bacharel em artes e Mestre em artes.

## Início da carreira
Depois de se formar, Comer retornou a Spring Hill e ajudou a gerenciar a plantação familiar. Cultivou principalmente milho e algodão no que se tornou uma plantação de 30.000 acres (120 km²). Continuou a gerir sua plantação no Condado de Barbour, com seu irmão John, depois que mudou sua família para Anniston, no centro-leste do Alabama, em 1885.
Embora seja um homem de negócios poderoso e bem-sucedido, Comer sempre defendeu o primado da importância a ser dado às pessoas daquele estado, e não às preocupações dos negócios. Comer afirmou que "...onde os interesses da corporação e das massas se chocam e estão em risco, se uma ou outra sofrer perda, estadismo, com julgamento infalível, decreta que é menos perigoso primeiro garantir o interesse da sociedade".

## Casamento e família
Em 1872, Comer casou-se com Eva Jane Harris, de Cuthbert, Geórgia. Construiu uma casa grande para eles em Comer Station, Condado de Barbour. Ele e sua esposa permaneceram casados até a morte dela, no dia 6 de Março de 1920, no dia seguinte a ser nomeado para Senador pelo Governador Kilby.

## A plantação dos Comer
O irmão de Comer, J. W. Comer, geria a plantação da família no Condado de Barbour.

## Minas Eureka
Uma fonte importante de riqueza para John Comer, irmão de B. B. Comer, foi o desenvolvimento das Minas Eureka.

## Fábricas Avondale

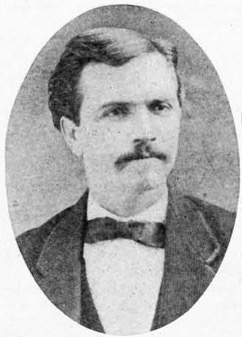
Comer com mais de 30 anos

Outra empreitada de Comer foi a "Fábricas Avondale", que, com a ajuda de seus filhos, tornou-se uma das maiores empresas têxteis do Alabama. A família Trainer, que tinha um negócio têxtil em Chester, Pensilvânia, planejava expandir seus negócios para o Sul por meio da nova e crescente cidade industrial de Birmingham. Ofereceu ações a líderes empresariais, como Frederick Mitchell Jackson, Sr., que concordaram em comprometer 150.000 dólares para levar as fábricas para Birmingham. Jackson, presidente do Commercial Club de Birmingham, um dos precursores da Câmara de Comércio da Área de Birmingham, prometeu "ajudar a dar emprego àqueles que precisam, na jovem e sofrida cidade de Birmingham". O filho de B. B. Comer, James McDonald Comer, lembrou mais tarde que seu pai estava motivado a participar do novo negócio "sentindo que Birmingham precisava de um setor que pudesse empregar mulheres e homens".
Aceitando as promessas de participação financeira dos empresários, os Trainers procuraram um investidor local para assumir a presidência da fábrica. Em 1897, abordaram Braxton Bragg Comer. O futuro governador aceitou a oferta e investiu 10.000 dólares na empresa. De 1897 até sua morte em 1927, exerceu como presidente das Fábricas Avondale, direcionando a expansão contínua para novos locais ao longo dos anos.
Em 1897, Comer construiu a primeira fábrica em Avondale, uma área que se tornaria parte de Birmingham. Durante o primeiro ano de sua atuação, as Fábricas Avondale usou 4.000 fardos de algodão. Em 1898, as Fábricas Avondale empregou 436 trabalhadores e gerou 15.000 dólares em lucro. Quando B. B. Comer se tornou governador do Alabama em 1907, as Fábricas Avondale declarou 55.000 dólares em lucro e produziu quase 8.000.000 de metros de material. Na virada do século, as Fábricas Avondale criou as condições para o desenvolvimento futuro.
As Fábricas Avondale começou com 30.000 eixos na primeira fábrica em Birmingham e cresceu nos próximos trinta anos para incluir dez fábricas em sete comunidades, com um total de 282.160 eixos. As fábricas [incluídas]: Eva Jane, a Central, a Sally B e a Catherine em Sylacauga; as Fábricas de Algodão da Cidade de Alexander, as Fábricas Sycamore, o Mignon e a Fábrica Bevelle e a Empresa de Fabricação da Cidade de Pell.
À medida que os preços do algodão caíam, os fazendeiros brancos pobres perderam suas terras e passaram a fazer parcerias e arrendamentos; alguns estavam dispostos a abandonar a agricultura e se mudar para as cidades de indústria têxtil. Um trabalhador branco de uma fábrica disse que "ganhamos um bom dinheiro em comparação com a fazenda". Outro agricultor branco disse: "Talvez não tenhamos muito, mas com certeza temos mais". E pelo menos um ex-agricultor branco lembrou-se da mudança com considerável entusiasmo: "Sim! Ah, nós pensamos que tínhamos quase chegado ao céu quando chegamos aqui. Não precisávamos colher algodão, cortar algodão assim. Apenas ir trabalhar e voltar e fazer mais nada. E realmente tínhamos conseguido quando chegamos aqui".
Embora fosse uma prática comum na época, as fábricas faziam uso de trabalho infantil.

## Comissão Ferroviária
Comer foi um defensor da reforma ferroviária. Os empresários do Alabama estavam em desvantagem ao competir com empresas com sede na Geórgia, devido às menores taxas de frete desse estado. O Birmingham Commercial Club e o Birmingham Freight Bureau, organizações nas quais Comer desempenhou papéis importantes, encontraram evidências de discriminação nas taxas pelas ferrovias. Comer acreditava que dar mais poder à Comissão Ferroviária do estado era a melhor maneira de acabar com a discriminação e reduzir as taxas a um nível que permitisse às empresas do Alabama competir com as da Geórgia. Mas a câmara do estado e os delegados da Convenção Constitucional de 1901 não fortaleceram o poder da comissão.
Quando a Comissão Ferroviária não alterou as taxas depois de mais dois anos, Comer mudou sua tática para concorrer a um lugar na comissão, que havia sido recentemente convertida em um cargo eleitoral. Fez uma campanha para limitar o poder das ferrovias em favor do transporte marítimo. Em 1904, foi eleito presidente da comissão, mas rapidamente percebeu que tinha pouco poder devido aos outros dois comissários do lado das ferrovias. Após três anos de seu mandato como presidente, Comer concluiu que só poderia aprovar uma reforma ferroviária se tornando governador.

## Campanha para governador
A privação de negros pela emenda de constituição e sufrágio de 1901 havia reduzido o Partido Republicano como uma força ativa no estado. Por mais de 60 anos, até que a legislação federal de direitos civis fosse aprovada para fazer valer os direitos constitucionais dos afro-americanos em meados da década de 1960, o Alabama seria essencialmente um estado de partido único, com eleições vencidas nas primárias Democratas.
A campanha para governador de 1906 nas primárias Democratas...foi considerada notável porque o partido "retirou a palavra 'Conservador' de seu nome formal, demonstrando que estava à vontade com uma plataforma mais progressista". Os dois candidatos ao governo do partido foram progressistas em quase todos os tópicos. No entanto, como o Vice-governador Russell M. Cunningham, de Birmingham, não apoiou a reforma ferroviária sobre as tarifas, ele ganhou apoio da indústria.
Comer foi criticado por causa de sua oposição conhecida às leis do trabalho infantil; ele disse que as famílias deveriam decidir sobre seus filhos. Comer era "um melhor ativista e orador do que Cunningham, e seus ataques verbais nas ferrovias despertaram o público do Alabama que ele venceu a primária com 61% dos votos e as eleições de Novembro com mais de 85%". Comer, representando a elite agricultora e empresários em ascensão, derrotou facilmente Asa E. Stratton, do Partido Republicano, e J. N. Abbott, do Partido Socialista da América, nas eleições de Novembro de 1906. O plano de Comer de aprovar a reforma ferroviária, assim como em outras áreas como a educação, parecia uma forte possibilidade, pois os Democratas progressistas que favoreciam a reforma constituíam a maioria na recém-eleita câmara do estado dominada pelos Democratas.

## Governo de Comer

### Reforma ferroviária
Comer "dedicou a maior parte de seu discurso de posse à questão da reforma ferroviária e solicitou que a câmara aprovasse 20 leis separadas para dar à comissão ferroviária fortes poderes de determinação de taxas e execução". A câmara sintonizada aprovou suas reformas ferroviárias com apenas algumas mudanças. Por meio dessas novas leis, Comer finalmente conseguiu reduzir as taxas para permitir que as empresas do Alabama competissem melhor com seus colegas nos estados vizinhos.
A câmara do estado "acrescentou uma cláusula que revogaria a licença comercial estadual de qualquer empresa que instaurasse um processo em um tribunal federal sobre qualquer questão que já estivesse em um tribunal estadual". A L&N Railroad e outras ferrovias contestaram os novos estatutos ferroviários no tribunal federal. A discordância entre o governo do estado e a ferrovia continuou depois que Comer deixou o cargo, mas ele alcançou seu objetivo "de aumentar o poder regulatório do estado sobre as tarifas de frete ferroviário".

### Resposta à greve dos mineiros de 1908
Em 1908, 7.000 mineiros espontâneos (principalmente brancos) entraram em greve na Tennessee Coal, Iron and Railroad Company (TCIRR) e outras operações de mineração no Alabama. A eles se juntaram 500 condenados afro-americanos arrendados do estado. Os funcionários da empresa pediram ao Estado que acabe a greve com as milícias estaduais. Para continuar operando, os funcionários da TCIRR pressionaram os condenados afro-americanos a trabalharem horas extremamente longas. Os chefes brancos contrataram afro-americanos adicionais unidos como mão de obra presidiária também. William Millin, um proeminente líder sindical afro-americano, protestou contra essas condições e foi preso. Uma multidão o tirou da cadeia e o linchou. Outro sindicalista afro-americano foi enforcado em um linchamento uma semana depois. O governador Comer emitiu ordens mobilizando a milícia do estado para acabar com os grevistas e seus acampamentos organizados.
Em meados de Agosto de 1908, uma delegação de importantes cidadãos de Birmingham visitou líderes dos mineiros em greve e emitiu uma ameaça explícita. Disseram que, a menos que a greve terminasse, Birmingham "faria Springfield [Illinois] (onde 12.000 brancos haviam queimado parte da cidade afro-americana) parecer seis centavos". O Governador Comer disse: "Estamos indignados com as tentativas de criar uma igualdade social entre os mineiros negros e brancos". Acrescentou que "não toleraria oito ou nove mil negros preguiçosos no estado do Alabama".

### Reforma educacional
As reformas de Comer para melhorar a educação dos brancos foram financiadas por aumentos nas receitas para o estado. Um Conselho de Assessores do Estado foi criado "para equalizar a tributação, equalizando os valores das propriedades em todo o estado e criando impostos de franquia para as empresas". A reavaliação dos valores imobiliários irritou os grandes proprietários que viram seus impostos aumentarem. Porém, os maiores aumentos nas receitas tributárias do estado ocorreram não através de reformas tributárias (embora isso provavelmente tenha estabilizado as receitas tributárias), mas através do aumento das receitas geradas pelo trabalho forçado arrendado do estado à empresa privada. O governo de Comer aplicou os aumentos nos gastos com educação apenas para estudantes brancos. Comer direcionou fundos para a construção de escolas rurais brancas e escolas secundárias do condado (pelo menos uma em cada condado) e aumentou as dotações disponibilizadas para a Universidade do Alabama, o Instituto Politécnico do Alabama em Auburn, as nove escolas agrícolas, as escolas normais, e a Escola Técnica de Garotas em Montevallo. Além disso, o estado assumiu o controle da Escola Industrial dos Garotos do Alabama. As reformas educacionais de Comer influenciaram o sistema educacional do estado por um século.
Mais de 25% da receita do estado em 1910 foi proveniente do arrendamento de condenados afro-americanos a empresas privadas. O jornalista Douglas Blackmon constata que Comer baseou suas melhorias para os cidadãos brancos em fundos derivados do trabalho escravo de afro-americanos. O nível curricular foi elevado para os estudantes brancos, com o aumento resultante da alfabetização, mas no sistema segregado, os afro-americanos não obtiveram financiamento igual para o seu sistema educacional. Sob o governo de Comer, o dinheiro gasto em educação para crianças negras numa base per capita era um sétimo do que para crianças brancas. A alfabetização aumentou dramaticamente para os brancos, mas defasou para os negros (em 1920 a taxa era inferior a 50% para os afro-americanos no Alabama).
Comer afirmou inflexivelmente que o investimento do estado em sua infra-estrutura educacional era da maior importância, aconselhando a câmara "...a ser liberal em suas dotações para a Universidade do Alabama, Universidade de Auburn, Universidade de Montevallo, todas as escolas do Alabama, tanto quanto as finanças do estado admitem, porque o investimento é o melhor".
Um testemunho da ênfase de Comer na educação como atributo supremo de qualquer sociedade, uma de suas ações finais foi realizar a construção da Escola Catherine Comer, no Condado de Barbour. Devido à segregação obrigatória nas instalações educacionais da época, apenas crianças brancas podiam frequentar a Escola Catherine Comer. Para garantir que todos tivessem acesso a oportunidades educacionais, Comer também realizou a construção da Escola Beckie Comer, também no Condado de Barbour.

## Lei Seca
Os progressistas estavam divididos na lei seca, com alguns acreditando que deveriam ser decididos pelas jurisdições locais e outros apoiando a aprovação de leis estaduais contra a venda de álcool. Durante sua campanha para governador e os primeiros dois anos como governador, Comer viu a lei seca como um assunto local. "Em 1908...50 dos 67 condados do estado votaram pela lei seca". Apesar de a maioria dos condados estarem "sóbrios", a poderosa Liga Anti-Saloon pressionou pela lei seca em todo o estado. Outros grupos da lei seca se uniram à pressão da Liga por uma lei estadual, forçando Comer a convocar a câmara em sessão especial para decidir o assunto. A sessão especial de 1909 promulgou a lei seca em todo o estado, "mas, não satisfeitos com um mero estatuto, também propuseram uma emenda constitucional para encerrar a venda de bebidas alcoólicas". Comer viajou pelo estado para angariar apoio à emenda proposta, mas não conseguiu obter votos suficientes.
Comer observou que "Assim como separaríamos a cólera dos porcos, os carrapatos do gado e os bicudos-do-algodoeiro do algodão, também separaríamos da juventude do estado tudo o que se deterioraria e destruiria".

## Últimos anos
Como a lei estadual impedia os governadores de concorrer a mandatos consecutivos, Comer não era elegível para a eleição a governador de 1910. Na eleição de 1914, Comer foi derrotado por um candidato apoiado por uma "coalizão improvável" de ferrovias, sindicatos trabalhistas e apoiadores da opção local [pela lei seca].
Na primavera de 1920, o Governador Thomas Kilby nomeou Comer para exercer os meses restantes do mandato de John H. Bankhead no Senado dos Estados Unidos. Não se candidatou a eleições quando o mandato acabou.
Após seu curto período no Senado, Comer passou o resto de sua vida seguindo suas atividades comerciais. Além de emitir seu endosso ao candidato a governador do Alabama A. H. Carmichael, Comer absteve-se de atuação política após seu mandato no Senado dos EUA.
Comer morreu no dia 15 de Agosto de 1927. Sua esposa, Eva Jane, morreu no dia 6 de Março de 1920 enquanto exercia no Senado. Ele e sua esposa deixaram seus nove filhos: Sally Bailey, John Fletcher, James McDonald, Eva Mignon, Catherine, Braxton Bevelle, Eva, Braxton Bragg, Jr. e Hugh M. Comer. Foi sepultado no Cemitério Elmwood, em Birmingham.

## Legado
Em meados do século XX, Comer foi aclamado como um reformista que trouxe os sistemas de ensino primário e secundário do Alabama ao conhecimento público. Foi elogiado como um homem de negócios esclarecido por trazer as Fábricas Avondale para Birmingham e Alabama central. Contava com um sistema de segregação e supremacia branca e trabalho infantil para obter lucros por suas plantações, minas e fábricas.
Suas melhorias nos sistemas educacionais do Alabama não foram capazes de fornecer o suficiente para crianças afro-americanas. Embora as taxas de alfabetização de brancos aumentassem durante seu mandato como governador, seu governo, dificultado pela câmara do estado, fez pouco para os negros. A câmara democrata dominada por brancos subfinanciava consistentemente a educação afro-americana.
Comer também teve sucesso nas seguintes áreas: ajudou a criar um sanatório para tuberculose como parte de seu uso de fundos estatais para melhorar a saúde pública. Também fortaleceu as leis de seguros.
Encorajado pela iniciativa do Presidente Theodore Roosevelt de conservar os recursos naturais, Comer ganhou direito para criar o Departamento de Conservação do Solo do Alabama; era para supervisionar um sistema de parques públicos no estado.
Aumentou o financiamento de transporte para melhorar as estradas como parte da infraestrutura básica do estado.
Grande parte do crescimento industrial e da produtividade do início do século XX em Birmingham e, embora em menor nível, em todo o Alabama, pode ser atribuída à regulamentação da indústria ferroviária por Comer, bem como ao seu investimento na indústria têxtil.
Embora tenha sido criticado no início de sua carreira como industrialista por suas atitudes em relação ao trabalho infantil, Comer progrediu com a atitude comum e, como governador, aprovou uma lei relativamente progressista exigindo que nenhuma criança com menos de 12 anos de idade seja empregada em uma fábrica têxtil. Também como governador, Comer aprovou outra lei igualmente progressista (relativa ao seu período de tempo) determinando que crianças menores de 16 anos que estavam empregadas em fábricas devem frequentar a escola por pelo menos 8 semanas consecutivas a cada período escolar.
Comer conseguiu reverter o inquérito de mão de obra escrava. O uso do trabalho de arrendamento de condenados continuou a fornecer incentivos à polícia e às autoridades locais para aprisionar, condenar e arrendar os afro-americanos como trabalhadores.
A Fundação Comer, criada em seu nome e sediada em Birmingham, oferece bolsas consideráveis para estudantes que moram nos condados do Alabama, onde as fábricas de Comer já operaram.
Mais recentemente, Comer foi reconhecido como um político progressista que defendia o aumento de fontes de receita do estado para beneficiar residentes de baixa renda. Descrito como "um não liberal fervoroso e...defeituoso como qualquer pessoa na história", Comer é reconhecido por sua postura progressista em relação ao financiamento adequado dos serviços prestados pelo Estado.
Várias instituições e lugares foram nomeados em homenagem a Comer:

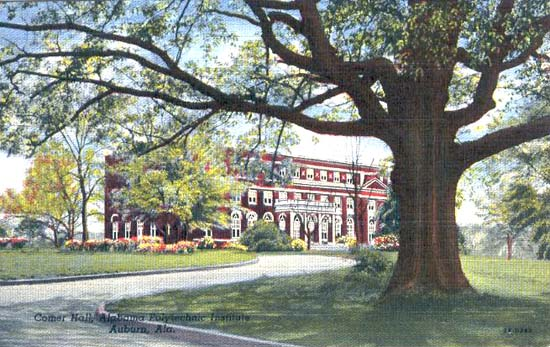
Comer Hall na Universidade de Auburn

- Comer Hall na Universidade de AuburnEscola Secundária e Memorial de B. B. Comer, Escola Primária e Memorial de B.B. Comer e Biblioteca Memorial B. B. Comer, todas em Sylacauga, que abrigou uma das maiores fábricas Avondale.
- B.B. Comer Hall, na Universidade do Alabama, abriga o Departamento de Línguas Modernas.
- O edifício federal em Birmingham.
- Braxton Bragg Comer Hall, na Universidade de Auburn, abriga escritórios e laboratórios para a Escola de Agricultura.

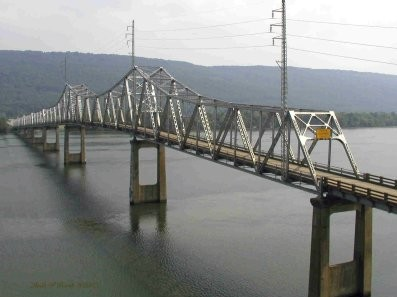
Ponte Comer, Scottsboro, AL

- Ponte B.B. Comer em Scottsboro, Alabama.